# رابرت بارنز (بازیکن فوتبال، زاده ۱۹۶۹)
رابرت بارنز (انگلیسی: Robert Barnes؛ زادهٔ ۲۶ نوامبر ۱۹۶۹) بازیکن فوتبال است.
از باشگاه‌هایی که در آن بازی کرده‌است می‌توان به باشگاه فوتبال منچستر سیتی اشاره کرد.